# Rhaphoxya
Rhaphoxya is een geslacht van sponsdieren uit de klasse van de Demospongiae (gewone sponzen).

## Soorten
- Rhaphoxya cactiformis (Carter, 1885)
- Rhaphoxya felina Wiedenmayer, 1989
- Rhaphoxya laubenfelsi Dickinson, 1945
- Rhaphoxya pallida (Dendy, 1897)
- Rhaphoxya sectilis (Wiedenmayer, 1989)
- Rhaphoxya solida (Carter, 1885)
- Rhaphoxya systremma Hooper & Lévi, 1993
- Rhaphoxya typica Hallmann, 1917